# Ambahona
Ambahona é um gênero de mariposa pertencente à família Crambidae.